# Budy Głogowskie
Budy Głogowskie – wieś w Polsce położona w województwie podkarpackim, w powiecie rzeszowskim, w gminie Głogów Małopolski}.
W latach 1954–1959 wieś należała i była siedzibą władz gromady Budy Głogowskie, po jej zniesieniu w gromadzie Głogów. W latach 1975–1998 miejscowość administracyjnie należała do województwa rzeszowskiego.
Miejscowość jest siedzibą parafii pod wezwaniem Niepokalanego Serca NMP, należącej do dekanatu Głogów Małopolski, diecezji rzeszowskiej.
| SIMC    | Nazwa    | Rodzaj    |
| ------- | -------- | --------- |
| 0649901 | Górki    | część wsi |
| 0649918 | Kmiecie  | część wsi |
| 0649924 | Podlesie | część wsi |
| 0649930 | Rękawek  | część wsi |
| 0649947 | Zacinki  | część wsi |

W miejscowości jest przystanek kolejowy Budy Głogowskie.

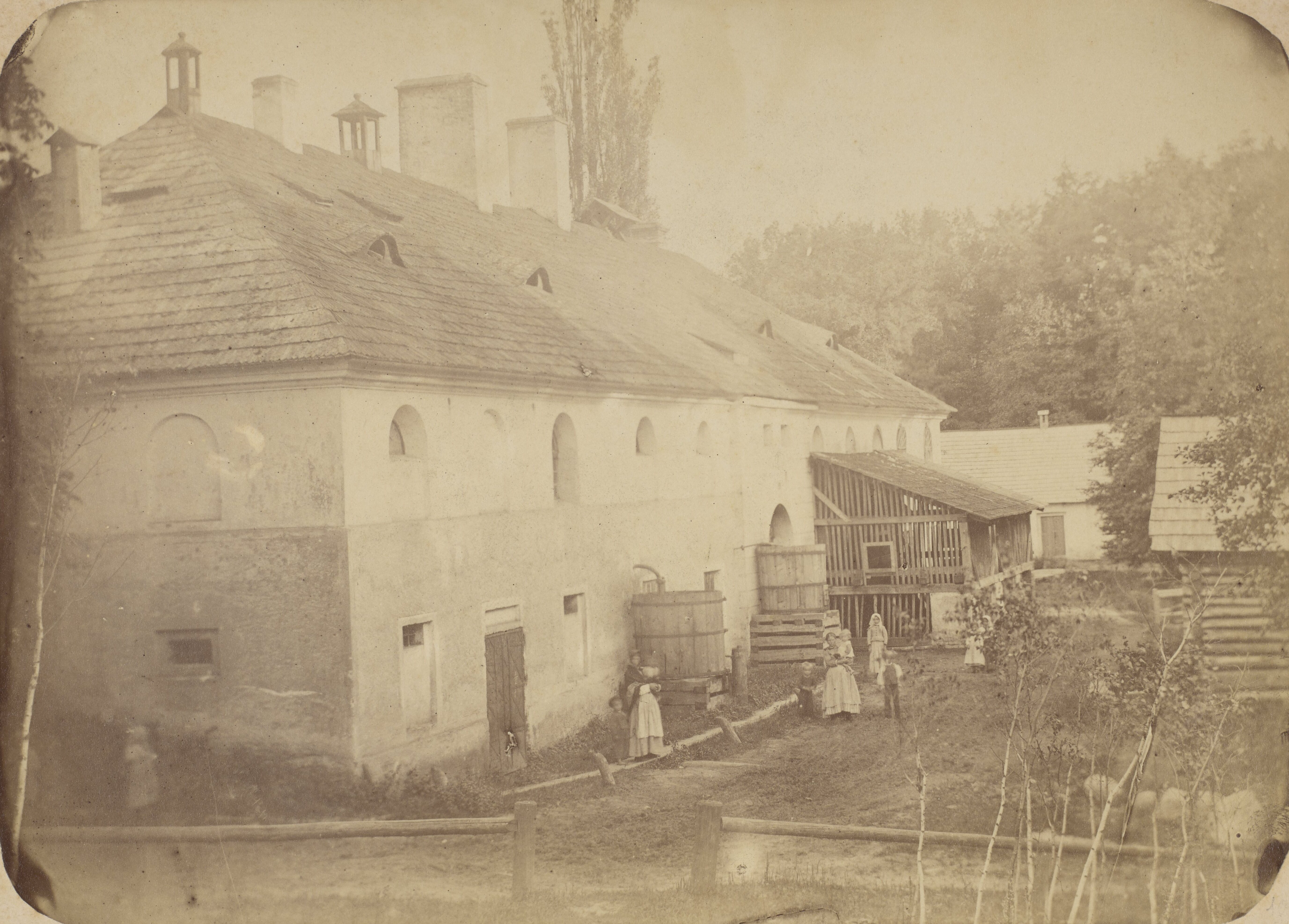
Gorzelnia, około 1880